# Eumedonia privata
Eumedonia privata är en fjärilsart som beskrevs av Otto Staudinger 1895. Eumedonia privata ingår i släktet Eumedonia och familjen juvelvingar. Inga underarter finns listade i Catalogue of Life.